# Somatochlora graeseri
Somatochlora graeseri – gatunek ważki z rodziny szklarkowatych (Corduliidae).